# Covington, Tennessee
Covington är administrativ huvudort i Tipton County i Tennessee. Covington hade 9 038 invånare enligt 2010 års folkräkning.

## Kända personer från Covington
- Augustus H. Garland, politiker
- Isaac Hayes, musiker